# Joshua Ezeudu
Joshua Ezeudu (Lawrenceville, 19 settembre 1999) è un giocatore di football americano statunitense che milita nel ruolo di offensive guard per i New York Giants della National Football League (NFL).

## Carriera

### New York Giants
Al college Ezeudu giocò a football all'Università della Carolina del Nord a Chapel Hill. Fu scelto nel corso del terzo giro (67º assoluto) assoluto nel Draft NFL 2022 dai New York Giants. Debuttò come professionista subentrando nella gara del primo turno vinta contro i Tennessee Titans. La sua stagione da rookie si chiuse con 10 presenze, di cui 2 come titolare.